# Giro dei Paesi Baschi 2022
Il Giro dei Paesi Baschi 2022, sessantunesima edizione della corsa e valida come tredicesima prova dell'UCI World Tour 2022 categoria 2.UWT, si svolse in sei tappe dal 4 al 9 aprile 2022 su un percorso di 882,2 km, con partenza da Hondarribia e arrivo ad Arrate, in Spagna. La vittoria fu appannaggio del colombiano Daniel Martínez, il quale completò il percorso in 21h59'36", alla media di 40,112 km/h, precedendo lo spagnolo Ion Izagirre ed il russo Aleksandr Vlasov.
Sul traguardo di Arrate 93 ciclisti, su 155 partiti da Hondarribia, portarono a termine la competizione.

## Tappe
| Tappa  | Data     | Percorso                                      | km     | Vincitore di tappa | Leader cl. generale |
| ------ | -------- | --------------------------------------------- | ------ | ------------------ | ------------------- |
| 1ª     | 4 aprile | Hondarribia > Hondarribia (cron. individuale) | 7,51   | Primož Roglič      | Primož Roglič       |
| 2ª     | 5 aprile | Leitza > Viana                                | 207,92 | Julian Alaphilippe | Primož Roglič       |
| 3ª     | 6 aprile | Llodio > Amurrio                              | 181,72 | Pello Bilbao       | Primož Roglič       |
| 4ª     | 7 aprile | Vitoria-Gasteiz > Zamudio                     | 185,60 | Daniel Martínez    | Primož Roglič       |
| 5ª     | 8 aprile | Zamudio > Mallabia                            | 163,76 | Carlos Rodriguez   | Remco Evenepoel     |
| 6ª     | 9 aprile | Eibar > Arrate                                | 135,69 | Ion Izagirre       | Daniel Martínez     |
| Totale | Totale   | Totale                                        | 882,20 |                    |                     |

## Squadre e corridori partecipanti
| N.      | Cod. | Squadra                     |
| ------- | ---- | --------------------------- |
| 1-7     | TJV  | Jumbo-Visma                 |
| 11-17   | TBV  | Bahrain Victorious          |
| 21-27   | UAD  | UAE Team Emirates           |
| 31-37   | AST  | Astana Qazaqstan Team       |
| 41-46   | QST  | Quick-Step Alpha Vinyl Team |
| 51-57   | MOV  | Movistar Team               |
| 61-67   | IGD  | Ineos Grenadiers            |
| 71-77   | COF  | Cofidis                     |
| 81-87   | BOH  | Bora-Hansgrohe              |
| 91-97   | BEX  | Team BikeExchange-Jayco     |
| 101-107 | TEN  | TotalEnergies               |
| 111-117 | IWG  | Intermarché-Wanty-Gobert    |

| N.      | Cod. | Squadra                |
| ------- | ---- | ---------------------- |
| 121-127 | DSM  | Team DSM               |
| 131-137 | CJR  | Caja Rural-Seguros RGA |
| 141-147 | ACT  | AG2R Citroën Team      |
| 151-157 | IPT  | Israel-Premier Tech    |
| 161-167 | GFC  | Groupama-FDJ           |
| 171-177 | BBH  | Burgos-BH              |
| 181-187 | TFS  | Trek-Segafredo         |
| 191-197 | EUS  | Euskaltel-Euskadi      |
| 201-207 | EKP  | Equipo Kern Pharma     |
| 211-217 | EFE  | EF Education-EasyPost  |
| 222-227 | LTS  | Lotto Soudal           |

## Dettagli delle tappe

### 1ª tappa
- 4 aprile: Hondarribia > Hondarribia – Cronometro individuale – 7,51 km

Risultati
| Pos. | Corridore       | Squadra    | Tempo |
| ---- | --------------- | ---------- | ----- |
| 1    | Primož Roglič   | Jumbo      | 9'48" |
| 2    | Remco Evenepoel | Quick-Step | a 5"  |
| 3    | Rémi Cavagna    | Quick-Step | a 16" |

| Pos. | Corridore       | Squadra    | Tempo |
| ---- | --------------- | ---------- | ----- |
| 1    | Primož Roglič   | Jumbo      | 9'48" |
| 2    | Remco Evenepoel | Quick-Step | a 5"  |
| 3    | Rémi Cavagna    | Quick-Step | a 16" |

### 2ª tappa
- 5 aprile: Leitza > Viana - 207,92 km

Risultati
| Pos. | Corridore          | Squadra       | Tempo    |
| ---- | ------------------ | ------------- | -------- |
| 1    | Julian Alaphilippe | Quick-Step    | 5h04'35" |
| 2    | Fabien Doubey      | TotalEnergies | s.t.     |
| 3    | Quinten Hermans    | Intermarché   | s.t.     |

| Pos. | Corridore       | Squadra    | Tempo    |
| ---- | --------------- | ---------- | -------- |
| 1    | Primož Roglič   | Jumbo      | 5h14'23" |
| 2    | Remco Evenepoel | Quick-Step | a 5"     |
| 3    | Rémi Cavagna    | Quick-Step | a 16"    |

### 3ª tappa
- 6 aprile: Laudio > Amurrio - 181,72 km

Risultati
| Pos. | Corridore          | Squadra    | Tempo    |
| ---- | ------------------ | ---------- | -------- |
| 1    | Pello Bilbao       | Bahrain    | 4h35'24" |
| 2    | Julian Alaphilippe | Quick-Step | s.t.     |
| 3    | Aleksandr Vlasov   | Bora       | s.t.     |

| Pos. | Corridore        | Squadra    | Tempo    |
| ---- | ---------------- | ---------- | -------- |
| 1    | Primož Roglič    | Jumbo      | 9h49'47" |
| 2    | Remco Evenepoel  | Quick-Step | a 5"     |
| 3    | Aleksandr Vlasov | Bora       | a 14"    |

### 4ª tappa
- 7 aprile: Vitoria-Gasteiz > Zamudio - 185,6 km

Risultati
| Pos. | Corridore          | Squadra    | Tempo    |
| ---- | ------------------ | ---------- | -------- |
| 1    | Daniel Martínez    | Ineos      | 4h15'23" |
| 2    | Julian Alaphilippe | Quick-Step | s.t.     |
| 3    | Diego Ulissi       | UAE        | s.t.     |

| Pos. | Corridore       | Squadra    | Tempo     |
| ---- | --------------- | ---------- | --------- |
| 1    | Primož Roglič   | Jumbo      | 14h05'10" |
| 2    | Remco Evenepoel | Quick-Step | a 5"      |
| 3    | Daniel Martínez | Ineos      | a 11"     |

### 5ª tappa
- 8 aprile: Zamudio > Mallabia - 163,76 km

Risultati
| Pos. | Corridore        | Squadra    | Tempo    |
| ---- | ---------------- | ---------- | -------- |
| 1    | Carlos Rodriguez | Ineos      | 4h07'09" |
| 2    | Daniel Martínez  | Ineos      | a 7"     |
| 3    | Remco Evenepoel  | Quick-Step | a 9"     |

| Pos. | Corridore       | Squadra    | Tempo     |
| ---- | --------------- | ---------- | --------- |
| 1    | Remco Evenepoel | Quick-Step | 18h12'29" |
| 2    | Daniel Martínez | Ineos      | a 2"      |
| 3    | Ion Izagirre    | Cofidis    | a 21"     |

### 6ª tappa
- 9 aprile: Eibar > Arrate - 135,69 km

Risultati
| Pos. | Corridore        | Squadra | Tempo    |
| ---- | ---------------- | ------- | -------- |
| 1    | Ion Izagirre     | Cofidis | 3h47'07" |
| 2    | Aleksandr Vlasov | Bora    | s.t.     |
| 3    | Marc Soler       | UAE     | s.t.     |

| Pos. | Corridore        | Squadra | Tempo     |
| ---- | ---------------- | ------- | --------- |
| 1    | Daniel Martínez  | Ineos   | 21h59'36" |
| 2    | Ion Izagirre     | Cofidis | a 11"     |
| 3    | Aleksandr Vlasov | Bora    | a 16"     |

## Evoluzione delle classifiche
| Tappa              | Vincitore          | Classifica generale Maglia gialla | Classifica a punti Maglia verde | Classifica scalatori Maglia a pois | Classifica giovani Maglia blu |
| ------------------ | ------------------ | --------------------------------- | ------------------------------- | ---------------------------------- | ----------------------------- |
| 1ª                 | Primož Roglič      | Primož Roglič                     | Primož Roglič                   | Remco Evenepoel                    | Remco Evenepoel               |
| 2ª                 | Julian Alaphilippe | Primož Roglič                     | Primož Roglič                   | Ibon Ruiz                          | Remco Evenepoel               |
| 3ª                 | Pello Bilbao       | Primož Roglič                     | Julian Alaphilippe              | Cristián Rodríguez                 | Remco Evenepoel               |
| 4ª                 | Daniel Martínez    | Primož Roglič                     | Julian Alaphilippe              | Cristián Rodríguez                 | Remco Evenepoel               |
| 5ª                 | Carlos Rodriguez   | Remco Evenepoel                   | Julian Alaphilippe              | Cristián Rodríguez                 | Remco Evenepoel               |
| 6ª                 | Ion Izagirre       | Daniel Martínez                   | Daniel Martínez                 | Cristián Rodríguez                 | Remco Evenepoel               |
| Classifiche finali | Classifiche finali | Daniel Martínez                   | Daniel Martínez                 | Cristián Rodríguez                 | Remco Evenepoel               |

Maglie indossate da altri ciclisti in caso di due o più maglie vinte
- Nella 2ª tappa Rémi Cavagna ha indossato la maglia verde al posto di Primož Roglič e Ben Tulett ha indossato quella blu al posto di Remco Evenepoel.
- Nella 3ª tappa Julian Alaphilippe ha indossato la maglia verde al posto di Primož Roglič.
- Nella 6ª tappa Felix Gall ha indossato la maglia blu al posto di Remco Evenepoel.

## Classifiche finali

### Classifica generale - Maglia gialla
| Pos. | Corridore        | Squadra    | Tempo     |
| ---- | ---------------- | ---------- | --------- |
| 1    | Daniel Martínez  | Ineos      | 21h59'36" |
| 2    | Ion Izagirre     | Cofidis    | a 11"     |
| 3    | Aleksandr Vlasov | Bora       | a 16"     |
| 4    | Remco Evenepoel  | Quick-Step | a 21"     |
| 5    | Pello Bilbao     | Bahrain    | a 32"     |
| 6    | Jonas Vingegaard | Jumbo      | s.t.      |
| 7    | Marc Soler       | UAE        | a 1'26"   |
| 8    | Primož Roglič    | Jumbo      | a 3'18"   |
| 9    | Enric Mas        | Movistar   | a 3'55"   |
| 10   | Rigoberto Urán   | EF         | a 5'03"   |

### Classifica a punti - Maglia verde
| Pos. | Corridore          | Squadra    | Punti |
| ---- | ------------------ | ---------- | ----- |
| 1    | Daniel Martínez    | Ineos      | 74    |
| 2    | Julian Alaphilippe | Quick-Step | 65    |
| 3    | Remco Evenepoel    | Quick-Step | 65    |
| 4    | Aleksandr Vlasov   | Bora       | 62    |
| 5    | Pello Bilbao       | Bahrain    | 61    |

### Classifica scalatori - Maglia a pois
| Pos. | Corridore          | Squadra       | Punti |
| ---- | ------------------ | ------------- | ----- |
| 1    | Cristián Rodríguez | TotalEnergies | 40    |
| 2    | Davide Formolo     | UAE           | 38    |
| 3    | Jonas Vingegaard   | Jumbo         | 17    |
| 4    | Daniel Martínez    | Ineos         | 12    |
| 5    | Ibon Ruiz          | Kern Pharma   | 12    |

### Classifica giovani - Maglia blu
| Pos. | Corridore        | Squadra    | Punti     |
| ---- | ---------------- | ---------- | --------- |
| 1    | Remco Evenepoel  | Quick-Step | 21h59'57" |
| 2    | Juan Pedro López | Trek       | a 5'03"   |
| 3    | Felix Gall       | AG2R       | a 5'37"   |
| 4    | Ben Tulett       | Ineos      | a 13'04"  |
| 5    | Carlos Rodriguez | Ineos      | a 14'41"  |